# City of San Francisco
Il City of San Francisco è stato un treno passeggeri transcontinentale operato congiuntamente dalla Chicago and North Western Railway, Southern Pacific Railroad, e Union Pacific Railroad, usando un convoglio streamline dal 1936 al 1972.

## Storia
Il convoglio apparteneva alla serie di treni passeggeri in livrea gialla City, comunemente chiamati streamliner per via dello stile della carenatura di motrici e carrozza di coda. Esso collegava Chicago nell'Illinois e Oakland in California ed era inizialmente trainato da locomotive diesel-elettriche M-10000, poi sostituite dalle più moderne e affidabili "serie E" della EMD. Fino a metà degli anni '50 queste non erano sufficienti per superare la collina Sherman, nel Wyoming, tanto da dover ricorrere all'aiuto di una vaporiera in testa.
Presentato come il diretto concorrente del San Francisco Chief (un altro treno passeggeri streamliner della Atchison, Topeka and Santa Fe Railway), era noto per la velocità, la sicurezza e il lusso, grazie alla carrozza ristorante, il soggiorno (club car) e le cuccette. A bordo del treno l'equipaggio prendeva ordinazioni dal menu, effettuava pulizie e manutenzioni e si occupava inoltre dell'aria condizionata e del riscaldamento, che avveniva inizialmente tramite un circuito scambiatore a vapore situato sulle motrici in testa e sull'eventuale carrozza riscaldo montata in coda.
Il numero di circolazione verso ovest era 101, mentre in senso opposto era 102. Seguendo l'esempio del City of Los Angeles, un altro treno della serie streamliner, le carrozze erano battezzate con nomi di edifici situati nella città che dava il nome al convoglio: ad esempio, una delle carrozze era nominata Mission Dolores, il soprannome della missione francescana a San Francisco.
Nel 1955 la Milwaukee Road sostituì la Chicago & Northwestern nella gestione del treno per il tratto tra Chicago e Omaha. Per ridurre i costi, nel 1960 la Union Pacific combinò il City of San Francisco al City of Los Angeles e assumeva i numeri di circolazione di quest'ultimo (103 o 104) nel tratto tra Omaha e Ogden, dove passava in gestione alla Southern Pacific e veniva nuovamente diviso in due.
Il 1º maggio 1971 Amtrak prese in gestione il servizio passeggeri a lunga percorrenza negli Stati Uniti, portando alla soppressione del MILW-UP-SP City of San Francisco. Amtrak mantenne il nome per il treno che operava tre volte a settimana sulla tratta Denver–San Francisco/Oakland fino al giugno 1972, quando l'intera tratta Chicago-San Francisco/Oakland divenne nuovamente giornaliera con il nome di San Francisco Zephyr. Amtrak sostituì questo servizio tra Chicago e San Francisco/Oakland il 16 luglio 1983 con l'attuale treno giornaliero California Zephyr, quando una parte della tratta fu spostata dai binari della Union Pacific nel Wyoming a quelli della Denver and Rio Grande Western Railroad in Colorado.

## Incidenti

### Deragliamento del 1939
Il 12 agosto 1939 il treno subì un deragliamento durante l'attraversamento di un ponte presso Carlin nel Nevada, causando 24 vittime e 121 feriti e distruggendo completamente cinque carrozze. Il treno cadde dal ponte, schiantandosi nel deserto del Nevada. L'incidente è stato causato da un sabotaggio, tuttavia il caso è rimasto irrisolto.

### Tempesta di neve del 1952
Il City of San Francisco è ricordato soprattutto per l'incidente del gennaio 1952, quando durante un transito lungo la Sierra Nevada il treno rimase intrappolato in una tormenta che lo bloccò per sei giorni sul Passo di Donner (California).
Il treno rimase bloccato in un ammasso di neve, causato da raffiche di vento a 160 km/h: il treno rimase sepolto da oltre quattro metri di neve, che immobilizzò il convoglio impedendone l'avanzamento dal 13 gennaio al 19 gennaio.
L'evento e le operazioni di salvataggio furono seguite dalla stampa di tutto il mondo: i primi tentativi di liberare le rotaie fallirono quando anche i treni spazzaneve dotati di soffiatore dovettero abbandonare l'impresa a causa delle temperature gelide che congelavano i binari.
Centinaia di lavoratori e volontari iniziarono l'opera di recupero usando pale da neve, trattori e metodi di fortuna per liberare la Lincoln Highway e poter raggiungere la zona dell'incidente.
I 196 passeggeri e 30 persone di equipaggio furono evacuati in 72 ore: a piedi nella neve raggiunsero i veicoli di soccorso e furono ricoverati nelle strutture d'emergenza allestite a Nyack Lodge. Il treno venne abbandonato, e liberato dalla neve e dal ghiaccio solo diversi giorni dopo.

## Proseguimento del nome
Il nome City of San Francisco è stato usato anche per indicare una specifica carrozza letto 10/6 costruita dalla Pullman Standard nei primi anni cinquanta. La carrozza è oggi posseduta dalla Boone & Scenic Valley Railroad, e presta servizio sui treni di prima classe e ristorante.
Anche la Union Pacific ha usato lo stesso nome per una carrozza panoramica usata per treni turistici ed executive.